# Epê

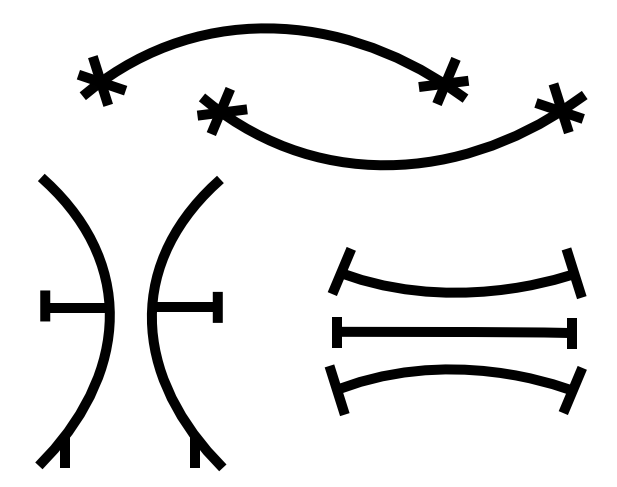
Símbolos Nsibidi

Epê (em iorubá: Ekpe), também conhecido como Ebô (em iorubá: Egbo; lit. "Leão"), é uma sociedade secreta faz sucesso principalmente entre os efiques do estado Rio Cross e os orons, e partes dos ibibios (Uruã) do estado Acua Ibom, Nigéria, bem como os nigerianos efiques/ibibios/orons na diáspora, como em Cuba. A sociedade ainda é ativa no início do século XXI, alegadamente só desempenhando um papel cerimonial.
Existem duas sociedades distintas, mas relacionadas, a principal nas áreas de Rio Cross e Acua Ibom, e as secundárias nas áreas entre os ibos, no sul do Ngwa e Ndoki. Os membros da Epê inventaram Nsibidi, um símbolo. Epê não é a mesma coisa que Epô (Ekpo), ou Econgue (Ekong), que se encontram em outras sociedades, na bacia hidrográfica do rio Cross, em especial nos estados de Acuá Ibom e Rio Cross, os anangues não praticam Epê.

## Epê (Ebô)
Ebô ou Epê é um espírito misterioso quem é suposto viver no mato e presidir as cerimônias da sociedade. Diz-se que membros da sociedade Epê atuem como os mensageiros dos antepassados (icã). A economia da sociedade é baseada em prestar homenagem aos antepassados de aldeias. Só os homens podem participar, os meninos são iniciados na idade da puberdade. Os membros estão vinculados pelo juramento de segredo, a entrada e taxas devem ser pagas. Os Epê-homens são classificados em sete ou nove graus, para a promoção de cada um dos quais novas cerimônias de iniciação, as taxas e os juramentos são necessários. A sociedade combina uma espécie de maçonaria gratuita forçam com objetivos políticos e legais. 
Por exemplo qualquer membro que for injusto em um distrito Epê, que é dominado pela sociedade, só tem de dirigir-se a um Epê-homem ou bater no tambor do Epê na Epê-casa, ou levar Epê como é chamado, isto é o som do chifre Epê, antes da cabana do malfeitor, e toda a máquina da sociedade é posta em vigor, a fim de ver justiça feita. Os membros de Epê sempre usam máscaras executando os seus deveres de polícia, e embora os indivíduos possam ser todavia reconhecidos, o medo da retribuição do icã a pessoa pára de acusar aqueles membros que podem exceder os seus limites. Outrora a sociedade ganhou uma má reputação devido ao que os britânicos viam como costumes bárbaros que eram entremeados com os seus ritos. Não obstante, as autoridades britânicas, antes de 1960, fizeram uso da sociedade em fazer respeitar a ordem e ajudando na aceitação da tecnologia europeia e técnicas, tais como saneamento.

## Amama
A importância social é dada aos mais elevados graus de Epê-homens, chamado Amama. Pelo menos no passado, as somas muito grandes, às vezes mais de mil libras, foram pagas para alcançar esses níveis superiores. O acordo é que os Amama muitas vezes controlam a maioria da prosperidade da  comunidade. Os Amama muitas vezes apropriam-se de centenas de acres de árvores de palma do seu próprio uso e, com os lucros eles ganham, garantem que os seus filhos alcancem nível comparável, que tem o efeito de limitar o acesso ao lucro econômico de outros membros da comunidade. A sociedade Epê exige que seus iniciados patrocinem festas para a cidade, que criam a aparência da redistribuição da prosperidade provendo o pobre de comida e bebida.

## Arte e cerimônias
A casa-Epê, é um edifício retangular como a nave de uma igreja, normalmente fica no meio das aldeias. As paredes são de barro laboriosamente pintadas por dentro e ornamentadas com figuras de argila em relevo. No interior são imagens de madeira às quais a reverência é paga.
Nos festivais Epê apresentam-se dançarinos mascarados. Algumas máscaras mais antigas mostram chifres e arcada dentária. Não inicia e não se permite que mulheres entrem em contato com os dançarinos mascarados.

## Epê em outros lugares

### Abacua
Abacua (diferentes grafias são utilizadas) é uma fraternidade iniciática afro-cubana masculina, ou sociedade secreta, que teve origem na sociedade Epê/Ebô na região Cross River do sudeste da Nigéria e sudoeste de Camarões.

### Ibos
Determinadas partes das terras dos ibos adotaram a sociedade Epê, tais como comunidades de Umuahia cidade do estado Abia. Também existiu em lugares de Umuahia a sociedade secreta Oconcô (Okonko), que executa práticas semelhantes as da sociedade Epê. Isto inclui leis de manutenção e ocasionalmente propriedades de cerimônias que incluem mascarados.